# Martin Schultze (Hockeytrainer)
Martin Schultze (* 1971 in Hanau) ist ein deutscher Hockeytrainer.

## Werdegang
Schultze spielte bis zum 18. Lebensjahr Hockey. Ab 1990 betreute er die Damen des Hanauer THC als Trainer. Schultze war ebenfalls Trainer beim Hessischen Hockey-Verband. Ein Politikstudium brach er nach zwei Jahren ab. 1996 wurde Schultze Trainer der Damen des Dürkheimer HC. Ab 1997, als er das Amt bei den Dürkheimer Herren antrat, war Schultze als hauptberuflicher Hockeytrainer tätig. Dürkheim führte er 1998, 1999 und 2000 zum Gewinn der deutschen Hallenhockey-Meisterschaft. 2003 war man Hallen-Vizemeister. Im Feldhockey führte er die Mannschaft 2001 ins Finale um die deutsche Meisterschaft, das gegen den Club an der Alster verloren wurde.
Auf europäischer Ebene wurde Schultze mit dem Dürkheimer HC im Jahr 2000 (in eigener Halle) und 2001 Europapokalsieger der Landesmeister. 1998 hatte er mit seiner Mannschaft im selben Wettbewerb im Endspiel gestanden, sich jedoch dem Harvestehuder THC geschlagen geben müssen.
2003 trat er die vom Münchner SC angebotene Trainerstelle an. 2004 gewann die Mannschaft aus der bayerischen Landeshauptstadt unter Schultzes Leitung den Hallen-Europapokal der Landesmeister. In München gehörten unter anderem Christopher Zeller und Max Weinhold zu seinen Spielern.
2005 verließ Schultze Bayern, ließ sich mit einer Familie in Achim nieder und arbeitete ein Jahr beim Bremer HC als Leiter der Nachwuchsarbeit. 2006 wechselte er nach Hamburg zum Uhlenhorster HC (UHC). Schultze war mit der Mannschaft insbesondere in europäischen Wettbewerben erfolgreich. 2008, 2010 und 2012 führte er die Hamburger zum Sieg in der Euro Hockey League. 2009 errang man in dem Wettbewerb Silber.
Auf Bundesebene wurde Schultze mit Uhlenhorst in der deutschen Meisterschaft mehrmals Zweiter. 2007 stand Schultze mit dem UHC im Endspiel um die deutsche Feldhockey-Meisterschaft, in dem man im Siebenmeterschießen dem Club an der Alster unterlag. Auch 2009 musste er sich mit dem Uhlenhorster HC mit Silber begnügen, als Schultze mit den Hamburgern sowohl das Endspiel um die deutsche Hallen- als auch um die deutsche Feldmeisterschaft gegen Rot-Weiss Köln verlor. 2010 kam Schulte erneut nicht an Köln vorbei, wieder stand er mit dem UHC im Endspiel um die deutsche Feldmeisterschaft und verlor nochmals. 2011 folgte ein weiterer zweiter Platz, als sich Schultze und Uhlenhorst bei der Endrunde um die deutsche Hallenmeisterschaft im Finale dem Club an der Alster geschlagen geben mussten. 2012 war im Endspiel um die deutsche Hallenmeisterschaft abermals Köln stärker als Schultzes UHC.
Schultze betreute in seiner Uhlenhorster Amtszeit Nationalspieler wie Florian Fuchs, Moritz Fürste und Marco Miltkau. Während der Europameisterschaft 2011 gehörte Schultze als Co-Trainer zum Stab der spanischen Nationalmannschaft.
Er verließ den UHC im Jahr 2013 und kehrte zum Bremer HC (BHC) zurück. Beim BHC wurde Schultze Trainer, Geschäftsführer und Sportlicher Leiter. Er trieb in Bremen unter anderem den Bau einer Hockeyhalle, eines Hockeyplatzes, zugehöriger Anlagen wie einer Tribüne und einer Anzeigetafel sowie eines Fitnesszentrums voran. Des Weiteren erhöhte der Verein seine Mitgliederzahl in Schultzes Amtszeit deutlich und baute auch den Leistungsbereich des BHC aus. 2016 wurde als Bremens Trainer des Jahres ausgezeichnet. Schultze gewann mit dem Bremer Verein achtmal die deutsche Jugendmeisterschaft. 2022 führte er die Damen des Bremer HC zum Bundesliga-Aufstieg.
Im November 2022 trat er seinen Dienst als Sportdirektor des Deutschen Hockey-Bundes an.